# Рубенчик, Исак Аронович
Рубенчик Исак Аронович (17 сентября 1921, Баку — 15 марта 1989, Москва), легендарный фотохудожник Азербайджана, Заслуженный деятель культуры Азербайджанской ССР, лауреат премии «Золотое перо» Союза журналистов СССР. Его называли «человек-фотокамера», «человек-легенда» и «человек-эпоха».
Исак Рубенчик (многим он известен как Исай, однако по паспорту и метрикам его имя было Исак) родился в 1921 году в городе Баку Азербайджанской ССР. В начале 1920-х годов его отец перебрался в Азербайджан из Белоруссии, а ещё раньше его мать с родителями — из Польши. С детства проявлял незаурядные музыкальные способности, играл на нескольких музыкальных инструментах. Учился в школе для одаренных детей. Фотографией Рубенчик увлекся в ранней юности, но его становление как профессионального фотографа началось во время Великой Отечественной войны.

## Военные годы
Сразу после школы, в 1940 г. Исак Рубенчик был призван в армию (Бакинский ГВК, Азербайджанская ССР) и направлен в танковое училище. Одновременно со службой стрелком-радистом танка Т-34 в составе танкового корпуса Рубенчик начинает карьеру фронтового репортера (командование заметило у молодого радиста фотоаппарат). На дорогах войны Рубенчик встречался с основоположником военной фотожурналистики Робертом Капой и будущим знаменитым кинодокументалистом Романом Карменом. О Рубенчике (фронтовые товарищи зовут его Гришкой) говорят: «Войну он прошёл с „Лейкой“ и автоматом».
Воевал на нескольких фронтах:
24.04.43 — октябрь 1943 — Степной фронт;
Октябрь — декабрь 1943 — 2-й Украинский фронт;
Декабрь 1943 — 20.06.1944 — 1-й Белорусский фронт.
В ходе войны Исак Рубенчик участвует в таких сражениях, как Сталинградская битва, Освобождение Орла, Освобождение Белгорода, Битва на Курской дуге, Форсирование Днепра (где получает первое ранение), Освобождение Варшавы и Штурм Берлина, проявляя боевую отвагу (получил три ордена и множество боевых медалей) и создавая фотографии, которые печатались во многих фронтовых газетах. Он заканчивает войну в звании старшего сержанта, но победу встречает в госпитале, получив ранение на подступах к Берлину, на Зееловских высотах.

## Послевоенное время
По предложению советского информационного агентства остается работать в Германии, где проводит три года, снимая восстающую из руин страну, возвращающихся домой солдат, восстановительные работы, Нюрнбергский процесс.
Завязывается дружба Рубенчика с коллегами-фотографами Евгением Ананьевичем Халдеем, Марком Степановичем Редькиным, Дмитрием Николаевичем Бальтерманцем.
В послевоенные годы в круг его знакомых также вошли такие знаменитые в будущем фотографы, как Владимир Гургенович Мусаэльян, Василий Алексеевич Малышев, Георгий Анатольевич Зельма, Сергей Иванович Смирнов, Валерий Иосифович Шустов.
В 1948 году Рубенчик возвращается из Германии в родной Баку. Он планирует поступать на операторский факультет ВГИКа, однако получает предложение стать корреспондентом ТАСС по Закавказью.

### 1950-е годы
Фотокорреспондент ТАСС. Работает в ведущих газетах страны — «Молодёжь Азербайджана», «Вышка», «Бакинский рабочий».

### 1960-е годы
В 1960-х годах начинает новый этап творчества Рубенчика — работа над фотокнигами. Первый альбом, посвященный Баку выходит в 1964 году.
В конце 60-х Исак Рубенчик принимает непосредственное участие в создании Творческой фотостудии Союза журналистов Азербайджана. К концу 60-х Рубенчик становится фотографом государственного уровня. О нём отзываются как об универсальном специалисте, блестяще работающем в любом жанре. В это же время начинается многолетнее сотрудничество с первым Секретарем ЦК КП Азербайджана Гейдаром Алиевичем Алиевым. Практически до последних лет свой жизни Исак Рубенчик занимается всеми фотоработами, посвященными деятельности Г. А. Алиева и членов правительства республики.
Впоследствии данные снимки из архива Исака Рубенчика были переданы его семьей в дар Администрации президента Азербайджанской Республики.
1970-е годы
В 1970-м году выходит альбом «Азербайджан, Азербайджан!», надолго ставший визитной карточкой республики того времени. Альбом дополняется новыми фотоснимками и переиздается (1980, 1981).
В середине 70-х И. Рубенчик посещает Францию, где встречается с фотографом Анри Картье-Брессоном, и посвящает ряд работ Парижу. Впоследствии в Москве и, немного позже, в Баку с громким успехом проходит его персональная фотовыставка «Париж глазами бакинца».
Архитектурная фотография является любимой темой Исака Рубенчика. В 70-е-80-е годы ни одно издание книг по архитектуре Азербайджана не обходится без его фотографий. Среди них книги искусствоведа Л. С. Бретаницкого, архитекторов М. А. Усейнова (последний проект «Архитектура М. А. Усейнова»), Ш. С. Фатуллаева и многие другие. Почти все ведущие художники и скульпторы страны заказывали у Исака Рубенчика репродукции своих произведений для издания альбомов и выставочных каталогов.
1980-е годы
В 80-х годах выходят такие знаменитые альбомы как «Азербайджанские Миниатюры», «Азербайджанские Ковры», альбом о Ленкорани.
В 1982 году Исаку Рубенчику, первому среди фотожурналистов Азербайджана, присвоено почётное звание «Заслуженный деятель культуры». Множество работ И. Рубенчика публиковалось в художественных изданиях Азербайджанской ССР, профессиональных, учебных и периодических изданиях, каталогах, путеводителях СССР и Европы. Он сотрудничал с издательством «Аврора», специализировавшемся на издании книг по искусству.
Исак Рубенчик умер 15 марта 1989 года после продолжительной болезни.

## Список известных наград и медалей
Ордена:
12.10.1944 г. Орден Красной Звезды
15.05.1945 г. Орден Отечественной войны I степени
11.03.1985 г. Орден Отечественной войны I степени
Фронтовые медали:
«За взятие Берлина»
«За освобождение Варшавы»
«За оборону Сталинграда»
«За оборону Кавказа»
«За Победу над Германией»
Послевоенные награды:
«70 лет вооруженных сил СССР»
«Тридцать лет победы в Великой Отечественной войне 1941—1945 гг.»
«Сорок лет победы в Великой Отечественной войне 1941—1945 гг.»

## Публикации
«Баку». Издание отдела культуры Бакинского городского Совета. — 1964, авт.-сост.: А. Лемберанский, И. Касумов, худож.: И. Ахундов, фотограф: И. Рубенчик
«Азербайджан, Азербайджан!». Фотоальбом. Гянджлик. — Баку, 1970
«Петр Владимирович Сабсай». Издательство «Советский художник». — Москва, 1971
«Азербайджанская национальная одежда». Издательство «Искусство». — Москва, 1972
Авторы: М. Атакишиева, М. Джебраилова, В. Исламова. Фотограф: Исак Рубенчик
«Памятники грузинского искусства, Хахульский Триптих». Ш. Я. Амиранашвили, Издательство «Хеловнеба». — Тбилиси, 1972
«Персидско-таджикская поэзия в миниатюрах XV—XVII вв». М. М. Ашрафи. — Душанбе. Издательство «Ирфон», 1974
«Музей Искусств Армении». Издательство «Аврора». — Ленинград, 1975
«Резьба по самшиту». Арсен Почхуа. Издательство «Хеловнеба». — Тбилиси, 1976
«Дворец Ширваншахов». Издательство «Аврора». — Ленинград, 1977
«Саламан и Абсаль». Абдурахман Джами. — Душанбе, «Ирфон», 1977
«Изобразительное искусство Азербайджанской ССР». Издательство «Советский художник». — Москва, 1978
«Петр Владимирович Сабсай». Издательство «Изобразительное искусство». — Москва, 1979
«Таир Салахов». Издательство «Аврора». — Ленинград, 1980
«Азербайджанские миниатюры». Керим Керимов. — Баку, Ишыг, 1980
«Азербайджан, Азербайджан!». Фотоальбом. Гянджлик. — Баку, 1980
«Крым». Комплект открыток. Издательство «Прогресс». — Москва, 1980. Фотографы: Исак Рубенчик, В. Позднов, Д. Смирнов
«Азербайджан, Азербайджан!». Фотоальбом. Гянджлик. — Баку, 1981
«Бакинская крепость. Дворцовый ансамбль Ширваншахов». Издательство «Аврора». — Ленинград, 1981
«Беюк-Ага Мирза-заде, Живопись». Министерство культуры Азербайджанской ССР, Союз художников Азербайджана. — Баку, типография издательства «Коммунист», 1981
«Минас Аветисян, 1928—1975». Каталог выставки. Издательство «Советский художник», 1983
«Азербайджанские ковры». Международный симпозиум по искусству восточных ковров. Азербайджанская ССР. — Баку, 1983
«Азербайджанский ковёр». — Баку, Язычы, 1985
«Ковры». Лятиф Керимов. Каталог. Академия наук Аз. ССР, Министерство культуры Аз. ССР и Л.Келаты Лтд. — Лондон, 1986
«Фуад Абдурахманов скульптура». Джамиля Новрузова. — Москва, «Советский художник», 1986
«Градостроительство и архитектура Азербайджана XIX- начала XX века». Ш. С. Фатуллаев. — Ленинград, Стройиздат, Ленинградское отделение, 1986
«Баку». Эмиль Агаев. Путеводитель. Издательство «Радуга». — Москва, 1987
«Камиль Алиев, Народный художник Азербайджана». Каталог. Министерство культуры СССР, Внешторгиздат, 1987
«Ленкорань», Издательство «Ишыг». — Баку, 1988